# مدال خدمات عمومی برجسته ناسا
مدال خدمات عمومی برجسته ناسا یک جایزه مشابه مدال خدمات برجسته ناسا است؛ با این تفاوت که به پرسنل غیردولتی اعطا می‌شود. این نشان بالاترین جایزه‌ای است که سازمان فضایی ناسا به کسانی که در زمان انجام این خدمت، کارمند دولت نبودند اعطا می‌کند.

## دریافت کنندگان مشهور
- کارل سیگن